# Університетська вулиця (Донецьк)
Університéтська вýлиця (колишні назви — 6-та лінія та Скотопрогонна) — вулиця у Київському та Ворошиловському районі, одна з центральних вулиць Донецька. Бере свій початок від перетину площі Комунарів і закінчується, переходячи у Київський проспект, пролягає паралельно, нижче, вулиці Артема.

## Історія
До 1934 року вулиця мала назву — 6-та лінія. Сучасну назву вулиця отримала у 1953 році, а перший університет в місті відкритий у 1965 році.

## Основні об'єкти
- Південний автовокзал — на перетині із площею Комунарів.
- Головний офіс банку «ПУМБ».
- Донецька обласна державна адміністрація.
- Кінотеатр «Зірочка».
- Донецький парк кованих фігур.
- Дорожня клінічна лікарня станції Донецьк.
- Донецький науково-дослідний інститут травматології та ортопедії імені М. Горького.
- Донецький облстат.
- Обласне управління пенсійного фонду України.
- Обласне управління праці та соціального захисту.
- Головне фінансове управління Донецької облдержадміністрації.
- Обласне управління Державної податкової інспекції України.
- КП «Донецькоблводоканал».
- Спеціалізована Державна податкова інспекція по роботі з великими платниками податків міста Донецька.

Освіта
- Наукова бібліотека Донецького національного університету імені Василя Стуса
- третій навчальний корпус ДонНТУ — на перетині із проспектом Ватутіна.
- філологічний факультет і басейн ДонНУ, пам'ятний барельєф поету Василю Стусу.
- Донецький університет економіки і господарського права
- Донецький інститут соціальної освіти.
- Донецький інститут туристичного бізнесу.
- Донецький державний коледж харчових технологій і торгівлі.
- Донецький професійний будівельний ліцей.

Наука
- Інститут економіки промисловості НАН України.
- Інститут економіко-правових досліджень НАН України.
- Донецький «Промбудндіпроєкт».
- Донецький державний науково-дослідний, проектно-конструкторський і експериментальний інститут комплексної механізації шахт.
- Наукова бібліотека інституту економіки промисловості НАН України.

Спорт
- Федерація більярдного спорту України.
- Федерація футболу Донецької області.

## Галерея

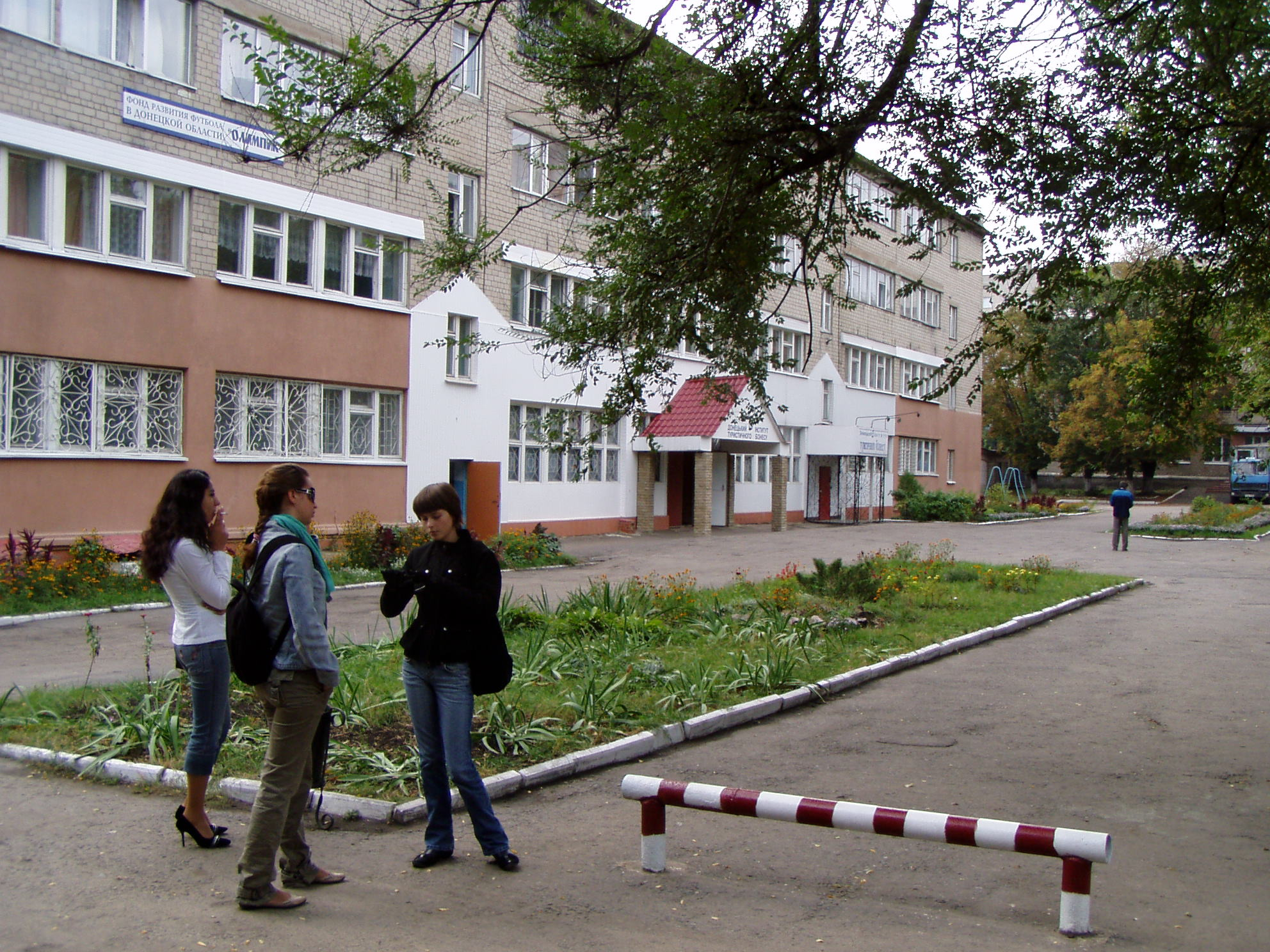
Донецький інститут туристичного бізнесу, головний корпус
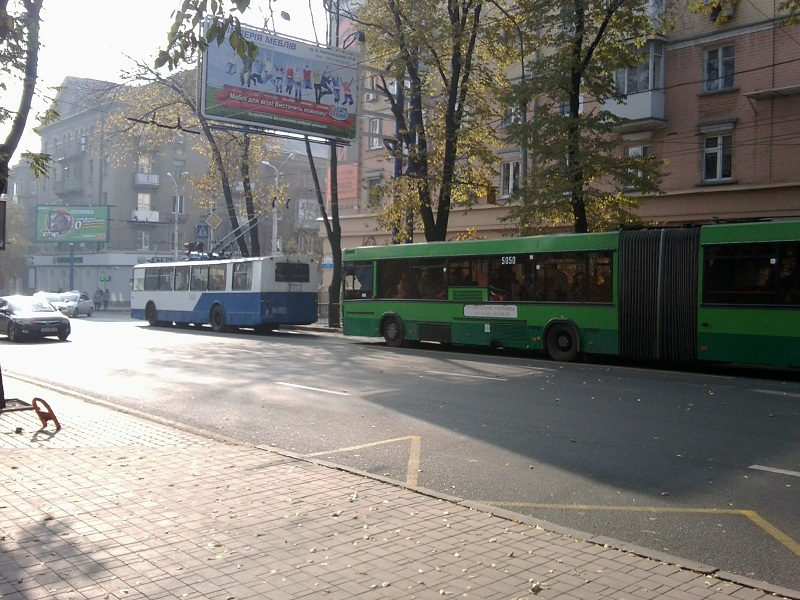
Університетська вулиця
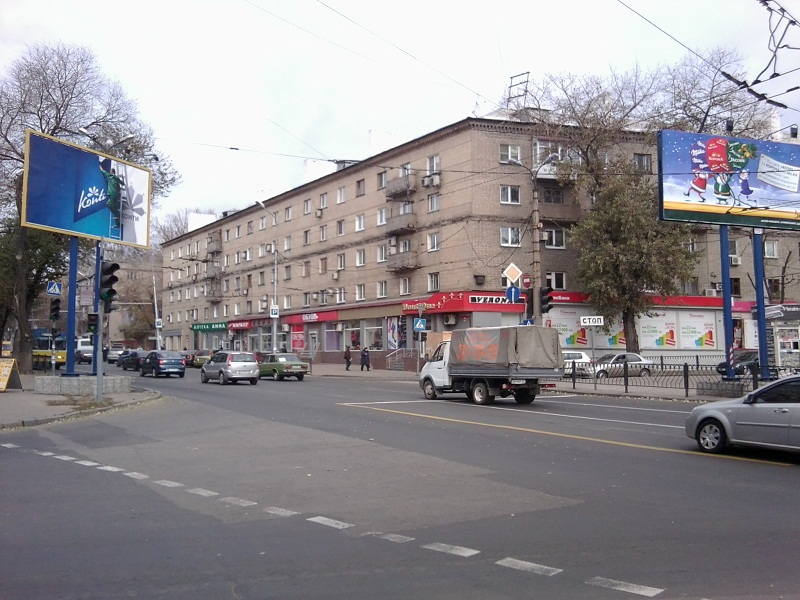
Перетин з проспектом Миру
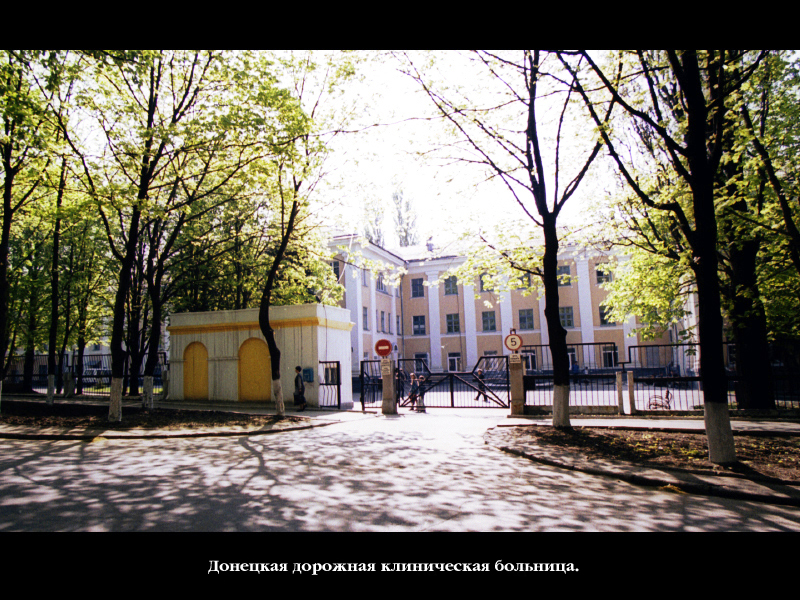
Дорожня клінічна лікарня станції Донецьк
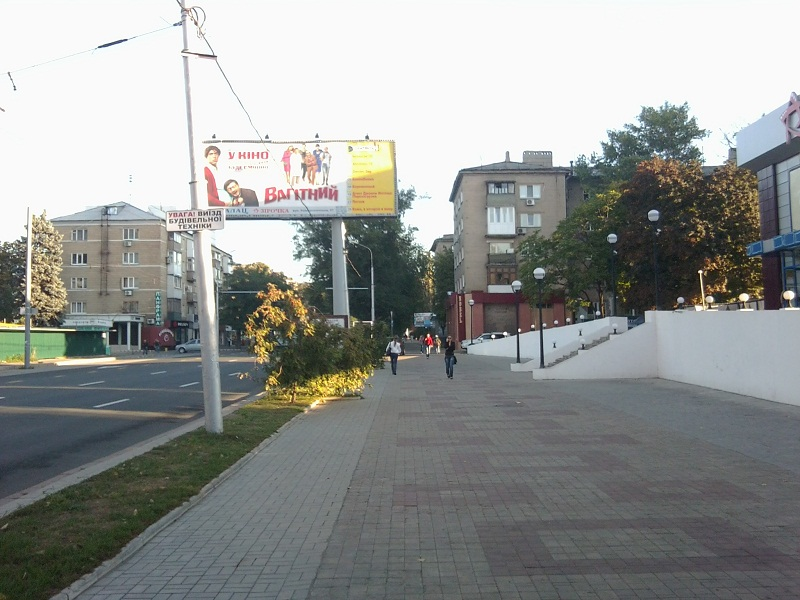
Кінотеатр «Зірочка»